# USS McNair (DD-679)
USS McNair (DD-679) là một tàu khu trục lớp Fletcher được Hải quân Hoa Kỳ chế tạo trong Chiến tranh Thế giới thứ hai. Nó là chiếc tàu chiến duy nhất của Hải quân Mỹ được đặt theo tên Chuẩn đô đốc Frederick V. McNair, Sr., (1839–1900). Nó đã hoạt động cho đến hết Thế Chiến II, ngừng hoạt động một thời gian ngắn, rồi tiếp tục phục vụ trong Chiến tranh Triều Tiên và sau đó, cho đến khi ngừng hoạt động năm 1963 và bị tháo dỡ năm 1976 được sử dụng như một mục tiêu tác xạ cho đến khi. Nó được tặng thưởng tám Ngôi sao Chiến trận do thành tích phục vụ trong Thế Chiến II, và thêm hai Ngôi sao Chiến trận nữa trong Chiến tranh Triều Tiên.

## Thiết kế và chế tạo
McNair được đặt lườn tại xưởng tàu của hãng Federal Shipbuilding and Drydock Company ở Kearny, New Jersey vào ngày 30 tháng 6 năm 1943. Nó được hạ thủy vào ngày 14 tháng 11 năm 1943; được đỡ đầu bởi bà F. V. McNair, Jr., con dâu Chuẩn đô đốc McNair, và nhập biên chế vào ngày 30 tháng 12 năm 1943 dưới quyền chỉ huy của Trung tá Hải quân M. L. McCullough, Jr.

## Lịch sử hoạt động

### Thế Chiến II

#### 1944
McNair khởi hành từ New York vào ngày 5 tháng 3 năm 1944 để đi sang khu vực Mặt trận Thái Bình Dương. Đến ngày 14 tháng 6, như một đơn vị thuộc Hải đội Khu trục 54, nó hộ tống cho các thiết giáp hạm bắn phá các cơ sở trên bờ của quân Nhật tại Saipan, và trong gần ba tuần tiếp theo, nó đã hỗ trợ hỏa lực và tuần tra chống tàu ngầm. Đến ngày 3 tháng 7, nó được cho tách ra khỏi Lực lượng Đặc nhiệm 52 để hộ tống tàu bè đi lại giữa Eniwetok và Saipan. Gia nhập trở lại lực lượng đặc nhiệm vào ngày 25 tháng 7, nó bảo vệ và bắn pháo hỗ trợ cho cuộc tấn công lên Tinian.
McNair được cho tách ra vào ngày 2 tháng 8, và di chuyển đến Guadalcanal để chuẩn bị cho chiến dịch đổ bộ tiếp theo lên quần đảo Palau. Từ ngày 6 đến ngày 21 tháng 9, nó hỗ trợ cho lực lượng tấn công đổ bộ và chiếm đóng khu vực phía Nam của Palau, làm nhiệm vụ bắn hỏa lực phản pháo và quấy rối. Sau khi kết thúc Trận Angaur, nó lên đường đi xuống phía Nam để đến đảo Manus, nơi tập trung lực lượng cho cuộc đổ bộ tiếp theo lên Phlippines.
Đi đến khu vực vận chuyển tại vịnh Leyte vào ngày 20 tháng 10, McNair đảm trách việc tuần tra chống tàu ngầm để bảo vệ cho tàu bè vận tải tập trung tại đây, trong khi diễn ra cuộc đổ bộ lên Dulag. Chiếc tàu khu trục đã không trực tiếp tham gia Trận chiến eo biển Surigao, khi tiếp tục trực chiến ở lối ra vào vịnh Leyte vào những giờ đầu tiên của ngày 25 tháng 10, trong khi các đồng đội thuộc Hải đội Khu trục 54 đã tấn công bằng ngư lôi nhắm vào hàng chiến trận Nhật Bản, làm suy yếu lực lượng đối phương khi chúng tiến qua eo biển Surigao trước khi trở thành mục tiêu của các thiết giáp hạm và tàu tuần dương hạng nặng dưới quyền Chuẩn đô đốc Jesse B. Oldendorf.
McNair lên đường đi Hollandia, New Guinea vào ngày hôm sau, nơi nó hộ tống các đoàn tàu vận tải chuyên chở tiếp liệu và lực lượng tăng viện đi sang đảo Leyte, cho đến khi quay trở lại khu vực quần đảo Solomon để tổng dượt nhằm chuẩn bị cho cuộc đổ bộ tiếp theo lên Luzon.

#### 1945
Rời Guadalcanal vào ngày 25 tháng 12 năm 1944, McNair hộ tống các tàu vận tải đi Manus, rồi tiếp tục cùng chúng đi đến vịnh Lingayen vào ngày 2 tháng 1 năm 1945. Nó tiến vào vịnh vào ngày 11 tháng 1, và cho đến ngày 14 tháng 1 đã hỗ trợ hỏa lực gần bờ và chống trả các cuộc không kích tự sát của máy bay Kamikaze Nhật Bản. Con tàu sau đó tham gia cùng các tàu sân bay trong các đợt không kích nhằm hỗ trợ cho cuộc đổ bộ lên Iwo Jima. Vào ngày 16 tháng 2, con tàu chỉ cách ngoài khơi đảo Honshū, Nhật Bản 72 mi (116 km) hộ tống cho các tàu sân bay, khi máy bay của chúng ném bom khu vực Tokyo-Yokohama, kìm chân không quân Nhật Bản tại các đảo chính quốc trong khi cuộc đổ lên Iwo Jima tiến hành. Sau đó lực lượng di chuyển xuống phía Nam để trực tiếp hỗ trợ cho cuộc chiếm cam go nhằm giành quyền kiểm soát hòn đảo này. Vào ngày 21 tháng 2, nó đã giúp cho tàu sân bay Saratoga (CV-3) đánh trả những máy bay Kamikaze và máy bay ném bom-ngư lôi, bắn rơi hai kẻ tấn công, và sau đó hộ tống chiếc tàu sân bay bị hư hại rút lui về Eniwetok để sửa chữa.
Vào ngày 18 tháng 3, McNair quay trở lại cùng đội đặc nhiệm tàu sân bay cho các cuộc khônh kích xuống Nansei Shoto nhằm chuẩn bị cho chiến dịch đổ bộ xuống Okinawa. Vào ngày 1 tháng 4, lực lượng đã hỗ trợ gần khi binh lính đổ bộ lên hòn đảo này, và tiếp tục ở lại ngoài khơi Okinawa để trợ giúp cho việc đánh trả các đợt không kích ban ngày của đối phương cho đến ngày 27 tháng 4, khi nó quay trở về Ulithi để sửa chữa. Quay trở lại Okinawa vào ngày 25 tháng 5, nó tiến hành bắn phá bờ biển và tuần tra phòng không trước khi khởi hành đi Leyte vào ngày 13 tháng 6, nơi lực lượng được tập trung cho chiến dịch không kích cuối cùng xuống chính quốc Nhật Bản.
Lực lượng di chuyển lên phía Bắc vào ngày 1 tháng 7, và trong một tháng rưỡi tiếp theo đã hoạt động dọc theo bờ biển các đảo chính quốc Nhật Bản, không kích các mục tiêu quân sự và công trên các đảo Honshū, Hokkaidō và quần đảo Kuril. Sau khi nả pháo xuống Paramushiro thuộc quần đảo Kuril vào ngày 12 tháng 8, McNair hướng đến khu vực quần đảo Aleut. Tại Adak, Alaska vào ngày 14 tháng 8, nó nhận được tin tức về việc Nhật Bản đầu hàng kết thúc cuộc xung đột, và nhận mệnh lệnh mới quay trở lại Nhật Bản để làm nhiệm vụ chiếm đóng khu vực Aomori-Ominato. Hai tháng sau vào ngày 12 tháng 10, nó lên đường quay trở về Hoa Kỳ, về đến San Francisco, California vào ngày 4 tháng 11. Con tàu được cho xuất biên chế tại San Diego, California vào ngày 28 tháng 5 năm 1946, và đưa vào Hạm đội Dự bị Thái Bình Dương.

### 1951-1963

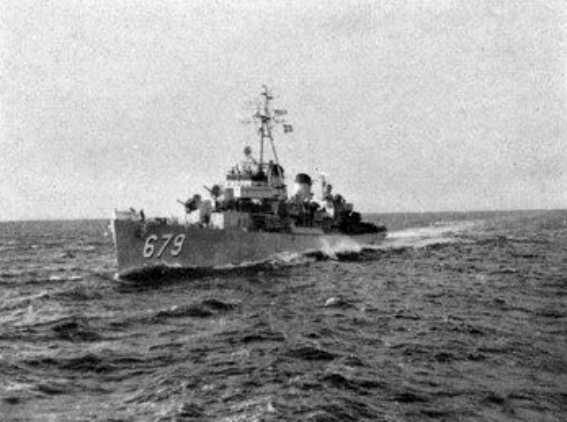
McNair hoạt động ngoài khơi Triều Tiên, 1952-53.

Sự kiện Chiến tranh Triều Tiên nổ ra làm nảy sinh nhu cầu phải tăng cường số lượng tàu chiến cho các hạm đội hiện dịch, và do đó McNair được cho nhập biên chế trở lại vào ngày 6 tháng 7 năm 1951, rồi trình diện để phục vụ cùng Hạm đội Đại Tây Dương. Vào ngày 6 tháng 9 năm 1952, nó rời cảng nhà mới tại Newport, Rhode Island cho một chuyến đi vòng quanh thế giới, băng qua kênh đào Panama để đi sang Triều Tiên, nơi nó phục vụ trong vai trò bắn pháo hỗ trợ cho binh lính Liên Hợp Quốc chiến đấu trên bộ, và như tàu hộ tống cho các tàu sân bay thuộc Đệ Thất hạm đội. Sau ba tháng hoạt động ở tuyến đầu, nó băng qua kênh đào Suez để quay trở về nhà, về đến Newport vào ngày 11 tháng 4 năm 1953. Sang tháng 7, nó lên đường vượt Đại Tây Dương cho một chuyến đi huấn luyện học viên sĩ quan sang Bắc Âu, và sau đó là một lượt bố trí để phục vụ cùng Đệ Lục hạm đội tại Địa Trung Hải.
McNair tiếp tục ở lại vùng bờ Đông cho đến ngày 18 tháng 4 năm 1956, khi nó lên đường sau khi được báo trước chỉ có 72 giờ để đi sang khu vực Trung Đông. Nó di chuyển trong biển Hồng Hải và dọc theo bờ biển phía Bắc Ai Cập cho đến giữa tháng 7. Nó rời Gibraltar vào ngày 20 tháng 7, và về đến Newport vào ngày 28 tháng 7.
Căng thẳng và bất ổn tại vùng Cận Đông khiến McNair phải quay trở lại khu vực Địa Trung Hải vào tháng 5 năm 1957. Nó cùng Đội khu trục 202 băng qua kênh đào Suez vào ngày 22 tháng 5, và lại tuần tra trong biển Hồng Hải cho đến tháng 7, khi nó quay trở lại Địa Trung Hải hoạt động cùng Đệ Lục hạm đội, rồi lên đường quay trở về Newport vào ngày 22 tháng 8. Sang tháng 6 năm 1958, nó lại lên đường đi sang phía Đông để đối phó với sự bất ổn chính trị ở khu vực Đông Địa Trung Hải. Từ ngày 23 tháng 7 đến ngày 20 tháng 8, nó tuần tra ngoài khơi Li-băng, và chỉ lên đường quay trở về Newport vào giữa tháng 9, khi tình hình căng thẳng đã lắng dịu, và về đến cảng nhà vào ngày 30 tháng 9.
Đợt bố trí của McNair cùng Đệ Lục hạm đội vào năm 1959 được tiếp nối bởi vai trò tàu huấn luyện Hải quân Dự bị Hoa Kỳ tại Quân khu Hải quân 4, đặt căn cứ tại Philadelphia, Pennsylvania. Vào ngày 13 tháng 8 năm 1961, khi cổng Brandenburg giữa Đông và Tây Berlin bị đóng lại và Đông Đức xây dựng bức tường Berlin, tình hình thành phố này cũng như của thế giới lại căng thẳng; lực lượng đồn trú của Đồng Minh được tăng cường, và các tàu chiến hải quân Đồng Minh cũng trong trạng thái sẵn sàng được phái đi. Thủy thủ đoàn dự bị của McNair được huy động vào nhiệm vụ thường trực, và con tàu lại tham gia hạm đội hoạt động dọc theo vùng bờ Đông và vùng biển Caribe. Vào giữa tháng 2 năm 1962, nó được phái sang Châu Âu lần cuối cùng trong một chuyến đi kéo dài năm tháng đến các cảng Bắc Âu. Con tàu quay trở lại nhiệm vụ huấn luyện Hải quân dự bị vào ngày 7 tháng 9, và thủy thủ đoàn dự bị của nó quay trở về đời sống dân sự. Đến tháng 8 năm 1963, nó đi vào Xưởng hải quân Philadelphia để đại tu chuẩn bị ngừng hoạt động, rồi được cho xuất biên chế tại đây vào ngày 30 tháng 12 và gia nhập Đội Philadelphia trực thuộc Hạm đội Dự Đại Tây Dương.
McNair được rút khỏi danh sách Đăng bạ Hải quân vào ngày 1 tháng 12 năm 1974 và bị bán để tháo dỡ vào ngày 10 tháng 6 năm 1976.

## Phần thưởng
McNair được tặng thưởng tám Ngôi sao Chiến trận do thành tích phục vụ trong Thế Chiến II, và thêm hai Ngôi sao Chiến trận trong Chiến tranh Triều Tiên.